# Å (gmina Andøy)
Å (wym. o:) – wieś w gminie Andøy, w kraju Nordland w północnej części Norwegii.
Czasem dla odróżnienia jej od siedmiu pozostałych wsi o tej samej nazwie – jest nazywania Å i Andøy (norw. Å w Andøy). Słowo Å oznacza po norwesku dosłownie rzeka lub potok.